# 1694 en France
Chronologie de la France
- 1690
- 1691
- 1692
- 1693
- 1694
- 1695
- 1696
- 1697
- 1698

Cette page concerne l’année 1694 du calendrier grégorien.

## Événements
- 24 janvier : –13 °C à Paris. Hiver sec 1693-1694 et rigoureux, typique de cette période que l’on a surnommée le « Petit Âge glaciaire »[1].

- 1er mai : le setier de blé atteint le prix de 52 livres à Paris[1]. Accentuation des difficultés frumentaires et de la crise démographique (grande famine de 1693-1694).
- 5 mai : Louis XIV accorde un  « rang intermédiaire » entre les pairs et les princes du sang à ses enfants légitimés, le duc de Maine et le comte de Toulouse[2].

- 24, 25 et 26 mai : processions organisées dans toutes les paroisses de Paris pour  conjurer la famine. Le 27 mai, les châsses de Saint Marcel et de Sainte Geneviève sont portées à Notre-Dame[1].
- 27 mai : Noailles, victorieux à la bataille de la rivière Ter, progresse en Catalogne[3].

- 18 juin : à Camaret, une tentative de débarquement anglo-hollandaise est repoussée par Vauban[3].
- 29 juin :
  - bataille du Texel. Jean Bart reprend un convoi de blé polonais destiné à la France pris par les Hollandais près du Texel[4].
  - prise de Gérone par Noailles[3].

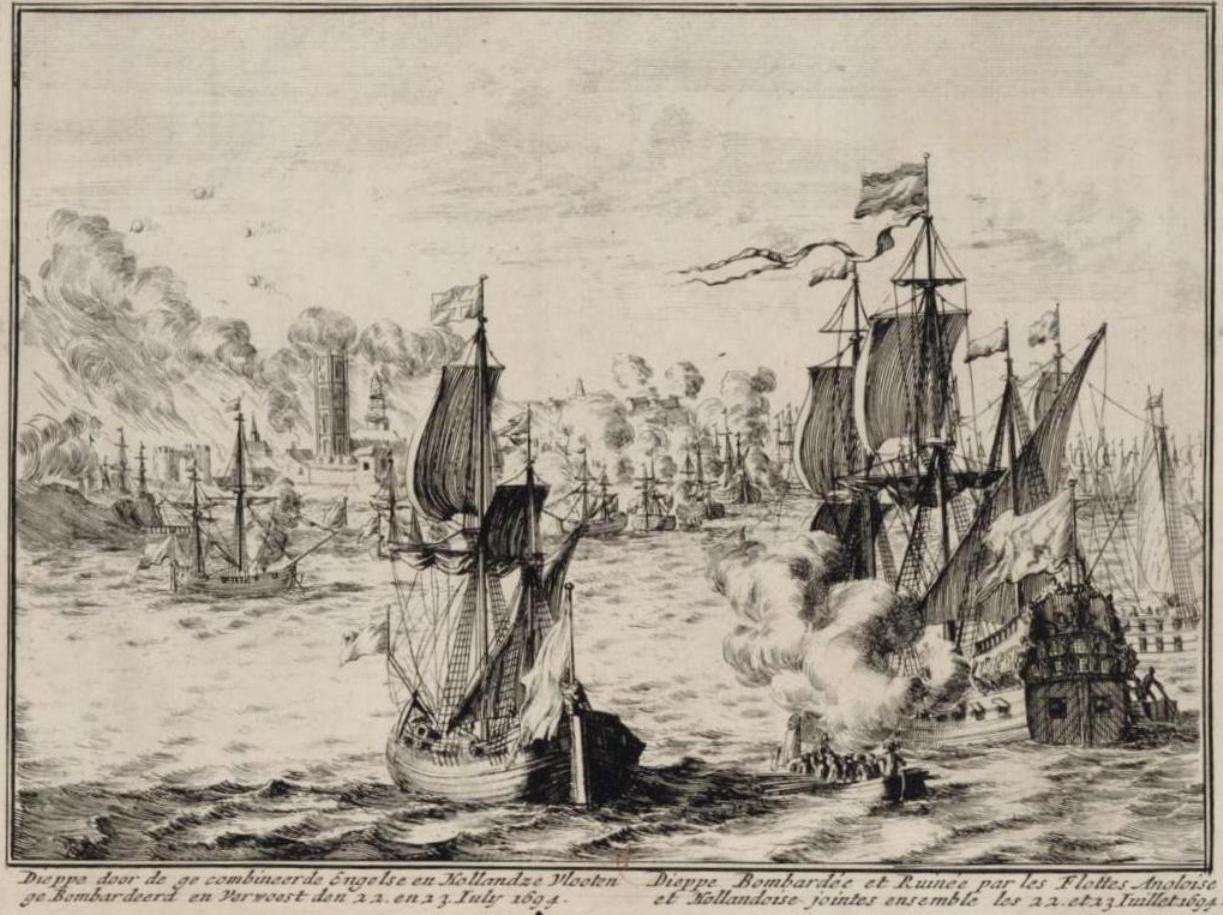
Bombardement de Dieppe.

- 22-23 juillet : la flotte anglaise bombarde Dieppe qui est en partie détruite, puis le Havre (25-31 juillet)[3].
- Juillet : le prix du setier de froment à Paris retombe à 32 livres après l’envoi de commissaires pour aller réquisitionner des grains dans les campagnes[5].

- 14 août : l’archevêque de Paris publie un mandement afin que l’on prie partout en France pour remercier Dieu des bonnes récoltes[1].
- 21 août : achevé d’imprimer du premier dictionnaire de l’Académie française[6].
- 22-25 août : marche de Vignamont (Vinalmont), près de Huy[7], au pont d’Espierre sur l’Escaut. Le maréchal de Luxembourg verrouille la frontière du Nord de la France[8].

- 14 octobre : capture de York Factory. Pierre LeMoyne d’Iberville s’empare du fort Nelson de la baie d’Hudson au Canada[9].
- 19 novembre : un compagnon imprimeur, nommé Rambault, et un garçon relieur, nommé Larcher, sont pendus en place de Grève, après avoir été soumis à la torture « pour avoir révélation des auteurs, imprimeurs et débitants » de libelles infamants contre le roi[10].
- 21 novembre : naissance de François-Marie Arouet, dit Voltaire
- 27 novembre : l’abbé Boisot lègue sa collection au couvent bénédictin de Besançon, à condition qu’elles soient accessibles au public deux fois par semaine. Cette donation marque l’ouverture du premier musée public en France, le musée des beaux-arts et d’archéologie de Besançon[11].